# O Ano do Dragão
Year of the Dragon (br/pt: O Ano do Dragão) é um filme lançado em 1985 e dirigido por Michael Cimino, estrelando Mickey Rourke, Ariane Koizumi e John Lone. O roteiro foi escrito por Cimino e Oliver Stone, tendo sido adaptado e transformado em novela por Robert Daley.

## Sinopse
Mickey Rourke, faz o papel de um capitão de polícia de Nova York, que é transferido para o distrito de Chinatown, para acabar com o tráfico de drogas, movimentado pela máfia chinesa. Em tempo envolve-se com uma linda jornalista chinesa, tentando salvar seu casamento abalado.

## Elenco
- Mickey Rourke ... Capt. Stanley White
- John Lone  ... Joey Tai
- Ariane Koizumi  ... Tracy Tzu
- Leonard Termo ... Angelo Rizzo
- Raymond J. Barry ... Louis Bukowski
- Caroline Kava ... Connie White
- Eddie Jones ... William McKenna
- Joey Chin  ... Ronnie Chang
- Victor Wong ... Harry Yung
- K. Dock Yip ... Milton Bin

## Prêmios e indicações

### Prêmios
Joseph Plateau Prijzen
- Melhor Filme: 1986

### Indicações
Globo de Ouro
- Melhor Ator Coadjuvante: John Lone - 1986
- Melhor trilha sonora: 1986

 César
- Melhor Filme Estrangeiro: 1986

 Premi Saint Jordi
- Melhor Filme Estrangeiro: 1987

 Framboesa de Ouro
- Pior Filme: 1986[3]
- Pior Diretor: Michael Cimino - 1986
- Pior Atriz: Ariane Koizumi - 1986
- Pior Roteiro: Oliver Stone, Michael Cimino - 1986
- Pior Nova Estrela: Ariane Koizumi - 1986